# 앙가
앙가(산스크리트어: अंग)는 철기 시대에 존재한 인도 동부의 부족왕국이다. 앙가 부족의 구성원은 앙게야라고 불렸다.
앙가는 앙굿따라 니까야와 같은 불교 문헌에서 십육대국 중 하나로 꼽혔으며, 자이나교의 뱌키아프라즈나프티에서도 고대 자나파다 중 하나로 언급된다.

## 위치
앙가는 서쪽의 참파강과 동쪽의 라지마할 언덕 사이에 위치해 있었다. 그러나 때로는 남쪽 바다까지 영토가 확장되기도 했고, 서쪽으로는 마가다까지 영토가 확장되기도 했다.
캄파라는 이름이 붙은 앙가의 수도는 캄파강과 갠지스강이 합류하는 지점에 위치해 있었으며, 오늘날 인도 비하르주 동부에 위치한 참파푸리와 참파나가르 마을에 해당한다. 자타카에 따르면 캄파는 칼라-캄파라고도 불렸으며, 푸라나 문헌에 따르면 캄파는 고대에 말린 캄파라라고 불렸다고 한다.
앙가 왕국 내의 다른 중요한 도시로는 아스바푸라와 바드리카가 있다.

## 어원
마하바라타(I.104.53–54)와 푸라나 문헌에 따르면 앙가는 왕국의 창시자이자 아들이 없는 발리의 아들인 앙가 왕자의 이름을 따서 명명되었다. 그래서 그는 현자 디르가타마에게 자신에게 아들들을 축복해 달라고 요청했으며, 이에 현자는 아내 수데스나 여왕을 통해 다섯 아들을 낳았다고 한다. 왕자의 이름은 앙가, 방가, 칼링가, 수마 및 푼드라이다.
라마야나(1.23.14)에서는 앙가라는 이름의 유래를 카마데바가 시바에 의해 불에 타 죽고 그의 신체 부위가 흩어진 곳으로 설명한다.

## 역사
앙가는 아타르바베다에서 처음 언급되었으며, 간다라족, 무자바타족, 마가다족과 연관되어 있다. 앙가의 창시자는 아마 아이타레야 브라마나에서 아인드라 마하비세카의 아리아 의식에 의해 축성된 통치자로 언급된 앙가 국왕 바이로차나였을 것이다. 그럼에도 불구하고 바우다야나 다르마수트라와 같은 베다 문헌들은 앙가족을 "혼성 기원"으로 묘사된 민족 중 하나로 나열했다.
아이타레야 브라마나에서 앙가 왕 중 한 명이 세계 정복"을 언급할 만큼 당대에 강력한 왕국이었다. 앙가의 수도인 캄파 자체는 석가모니가 사망할 때까지 라자그리하, 슈라바스티, 사케타, 카우샴비, 바라나시와 함께 당대 북인도 6대 도시 중 하나로 집계되었다.
철기 시대 동안 앙가는 국경 내에 방가를 포함시키는 등 영토를 확장했고, 수도 캄파는 무역업자들이 수바르나부미로 항해하는 부유한 상업 중심지였다. 카타사리트사가라에 따르면, 앙가 도시인 비탄카푸라는 해안가에 위치해 있었다고 한다.
기원전 6세기경 앙가의 왕이었던 다디바하바는 리차비 수장 체타카의 딸인 파드마바티와 결혼하였다. 체타카의 여동생인 트리살라는 자이나교의 24대 티르탕카라인 마하비라의 어머니였고, 따라서 그는 체타카를 삼촌으로, 파드마바티를 사촌으로 삼았다. 체타카는 점차 마하비라의 가르침에 능통하게 되었고, 리차비의 수도인 바이샬리를 자이나교의 보루로 만들었으며, 그의 딸들의 결혼은 북인도 전역에 자이나교를 전파하는 데 기여했다.  마하비라가 케발라를 달성한 직후, 다디바하나와 파드마바티의 딸인 칸다나 또는 칸드라발라는 자이나교로 개종한 최초의 여성이 되었다.
다디바나하나의 치하에서 앙가는 서쪽 이웃인 마가다국을 정복했고, 그래서 비두라 판디타 자타카는 마가다의 수도 라자그리하를 앙가의 도시로 묘사했다. 이 정복으로 앙가는 마가다의 서쪽 이웃인 밧사와 직접적으로 접촉하게 되었고, 밧사의 왕인 사타니카는 다디바하나의 팽창주의를 두려워하여 앙가를 공격했다. 다디바하나는 그와 싸우는 대신 밧사와 우호적인 관계를 원했고, 그는 자신의 딸을 사타니카의 아들인 우다야나와 결혼시켰다. 사타니카가 아반티의 왕 프라디요타와 싸우던 도중에 이질로 사망하자 훗날의 밧사의 군주가 되는 우다야나는 한동안 프라디요타 궁정에서 포로로 살았다.
우다야나가 포로로 붙잡힌 동안 칼링가가 앙가를 공격하여 다디바하나를 포로로 잡았다. 프라디요타가 자신의 딸인 바사바닷타를 우다야나와 결혼시킨 후 우다야나는 칼링가를 물리치고 앙가의 왕으로 복위할 수 있었으며, 다디바하나의 딸 프리야다르시카는 우다야나와 결혼하였다. 이에 대한 기록이 남아있는 후대의 희곡 프리야다르시카에 따르면, 앙가의 수장이 그녀를 숲의 왕 빈디아케투의 피난처로 데려갔으며, 그곳에서 그녀는 우다야나의 군대에 붙잡혀 아라뉘카라는 이름이 붙여졌고, 빈디아케투의 딸로 여겨져 바사바닷타의 신하가 되기 위해 밧사로 끌려갔으며, 후대에 앙가의 수장이 칼링가를 물리친 후 그녀는 우다야나와 결혼했다.
앙가의 번영은 기원전 6세기 중엽 마가다의 태자인 빔비사라가 앙가의 왕 브라마다타를 물리치고 살해하면서 끝났으며, 그 후 앙가는 마가다 제국의 일부가 되었고 캄파는 마가다의 부왕령이 되었다.
4세기 말 이곳을 순례한 중국 동진의 승려 법현은 캄파에 여전히 존재하는 수많은 불교 사원들에 대해 언급했다. 그 때까지 앙가 왕국은 오랫동안 존재하지 않았으며, 중국어로 양지아(鴦伽)로 불리고 있었다.
11~12세기에 앙가 지역은 바르만 왕조의 지배를 받았다. 보자바르만의 벨라바 동판은 자타바르만이 그의 아버지 바즈라바르만의 지도력 아래 앙가를 정복하고 그의 가문의 통치를 확립했다고 언급한다.

## 같이 보기
- 마가다
- 십육대국
- 마가다-앙가 전쟁
- 인도의 역사
- 힌두교의 역사

## 참고 문헌
- Jha, D. N. (1999). 《Ancient India : in historical outline》. New Delhi: Manohar Publishers & Distributors. ISBN 9788173042850.
- Malalasekera, G. P. (2003) [1937]. 《Dictionary of Pali Proper Names》 (영어). Asian Educational Services. ISBN 9788120618237.
- Raychaudhuri, Hemchandra (1953). 《Political History of Ancient India: From the Accession of Parikshit to the Extinction of Gupta Dynasty》. University of Calcutta.
- Singh, Upinder (2008). 《A history of ancient and early medieval India : from the Stone Age to the 12th century》. New Delhi: Pearson Longman. ISBN 9788131716779.